# Olympische Sommerspiele 2016/Turnen
Bei den Olympischen Spielen 2016 in Rio de Janeiro wurden vom 6. bis 16. August 2016 in der Arena Olímpica 14 Wettbewerbe im Gerätturnen ausgetragen, sechs bei den Frauen und acht bei den Männern. Es gab im Einzel und in der Mannschaft Entscheidungen im Mehrkampf sowie zehn Gerätefinals.

## Qualifikation
Es nahmen 192 Athleten an den Wettbewerben teil, jeweils 96 Frauen und Männer. Pro Geschlecht qualifizierten sich zwölf Mannschaften mit je fünf Athleten. Dazu kamen je 36 Einzelstarter. Hauptqualifikationswettkampf war die Weltmeisterschaft 2015 in Glasgow. Darüber hinaus wurde erstmals ein zweiter Qualifikationswettkampf veranstaltet. Die Qualifikationskriterien galten sowohl für Frauen und Männer.
Mannschafts-Qualifikation
Die besten acht Mannschaften der Weltmeisterschaft qualifizierten sich direkt. Die Mannschaften auf den Plätzen 9–16 kämpften dann in dem Qualifikationswettkampf vom 16. bis 19. April 2016 um die letzten vier offenen Plätze.
Einzel-Qualifikation
Für den Einzelwettkampf erhielten die besten 24 Mannschaften der Weltmeisterschaft jeweils zwei Quotenplätze für ihr NOK, wenn nicht schon über die Mannschaft Athleten qualifiziert waren. Persönliche Startrechte erhielten außerdem die Medaillengewinner an den Geräten bei der Weltmeisterschaft sowie die vier besten Athleten des Qualifikationswettkampfs, sofern sie nicht über die Mannschaft qualifiziert waren. Die Internationale Turn-Föderation (FIG) garantierte darüber hinaus mindestens zwei Starter aus Amerika, Asien, Afrika, Europa und einen aus Ozeanien, falls sich regulär keine Athleten qualifizierten. Jeweils ein Startplatz war Brasilien als Gastgeber vorbehalten, falls sich keine Athleten qualifizierten. Einen Startplatz konnte die FIG per Einladung an ein NOK vergeben, das sich nicht für die olympischen Wettbewerbe qualifizieren konnte.
Jeweils zwei Athleten von den acht bereits bei den Weltmeisterschaften qualifizierten Mannschaften, alle Goldmedaillengewinner sowie je ein Athlet des Gastgebers durften an dem Qualifikationswettkampf teilnehmen, ihre Ergebnisse blieben jedoch für die Qualifikation irrelevant.

## Wettbewerbe und Zeitplan
| Wettbewerbe und Zeitplan Gerätturnen | Wettbewerbe und Zeitplan Gerätturnen | Wettbewerbe und Zeitplan Gerätturnen | Wettbewerbe und Zeitplan Gerätturnen | Wettbewerbe und Zeitplan Gerätturnen | Wettbewerbe und Zeitplan Gerätturnen | Wettbewerbe und Zeitplan Gerätturnen | Wettbewerbe und Zeitplan Gerätturnen | Wettbewerbe und Zeitplan Gerätturnen | Wettbewerbe und Zeitplan Gerätturnen | Wettbewerbe und Zeitplan Gerätturnen | Wettbewerbe und Zeitplan Gerätturnen |
| Wettbewerbe                          | August                               | August                               | August                               | August                               | August                               | August                               | August                               | August                               | August                               | August                               | August                               |
| Frauen                               | 6.                                   | 7.                                   | 8.                                   | 9.                                   | 10.                                  | 11.                                  | 12.                                  | 13.                                  | 14.                                  | 15.                                  | 16.                                  |
| ------------------------------------ | ------------------------------------ | ------------------------------------ | ------------------------------------ | ------------------------------------ | ------------------------------------ | ------------------------------------ | ------------------------------------ | ------------------------------------ | ------------------------------------ | ------------------------------------ | ------------------------------------ |
| Mehrkampf Einzel                     |                                      |                                      |                                      |                                      |                                      |                                      |                                      |                                      |                                      |                                      |                                      |
| Mehrkampf Mannschaft                 |                                      |                                      |                                      |                                      |                                      |                                      |                                      |                                      |                                      |                                      |                                      |
| Sprung                               |                                      |                                      |                                      |                                      |                                      |                                      |                                      |                                      |                                      |                                      |                                      |
| Boden                                |                                      |                                      |                                      |                                      |                                      |                                      |                                      |                                      |                                      |                                      |                                      |
| Schwebebalken                        |                                      |                                      |                                      |                                      |                                      |                                      |                                      |                                      |                                      |                                      |                                      |
| Stufenbarren                         |                                      |                                      |                                      |                                      |                                      |                                      |                                      |                                      |                                      |                                      |                                      |
| Männer                               | 6.                                   | 7.                                   | 8.                                   | 9.                                   | 10.                                  | 11.                                  | 12.                                  | 13.                                  | 14.                                  | 15.                                  | 16.                                  |
| Mehrkampf Einzel                     |                                      |                                      |                                      |                                      |                                      |                                      |                                      |                                      |                                      |                                      |                                      |
| Mehrkampf Mannschaft                 |                                      |                                      |                                      |                                      |                                      |                                      |                                      |                                      |                                      |                                      |                                      |
| Sprung                               |                                      |                                      |                                      |                                      |                                      |                                      |                                      |                                      |                                      |                                      |                                      |
| Boden                                |                                      |                                      |                                      |                                      |                                      |                                      |                                      |                                      |                                      |                                      |                                      |
| Ringe                                |                                      |                                      |                                      |                                      |                                      |                                      |                                      |                                      |                                      |                                      |                                      |
| Barren                               |                                      |                                      |                                      |                                      |                                      |                                      |                                      |                                      |                                      |                                      |                                      |
| Seitpferd                            |                                      |                                      |                                      |                                      |                                      |                                      |                                      |                                      |                                      |                                      |                                      |
| Reck                                 |                                      |                                      |                                      |                                      |                                      |                                      |                                      |                                      |                                      |                                      |                                      |

|  | Qualifikation |  | Finale |

## Bilanz

### Medaillenspiegel
| Platz | Land               | G  | S  | B  | Gesamt |
| ----- | ------------------ | -- | -- | -- | ------ |
| 01    | Vereinigte Staaten | 4  | 6  | 2  | 12     |
| 02    | Großbritannien     | 2  | 1  | 3  | 6      |
| 03    | Japan              | 2  | –  | 1  | 3      |
| 04    | Russland           | 1  | 4  | 3  | 8      |
| 05    | Ukraine            | 1  | 1  | –  | 2      |
| 06    | Deutschland        | 1  | –  | 1  | 2      |
| 07    | Griechenland       | 1  | –  | –  | 1      |
| 07    | Niederlande        | 1  | –  | –  | 1      |
| 07    | Nordkorea          | 1  | –  | –  | 1      |
| 10    | Brasilien          | –  | 2  | 1  | 3      |
| 11    | China              | –  | –  | 2  | 2      |
| 12    | Schweiz            | –  | –  | 1  | 1      |
| Total | Total              | 14 | 14 | 14 | 42     |

### Medaillengewinner
| Konkurrenz           | Gold                                                                   | Silber                                                                               | Bronze                                                      |
| -------------------- | ---------------------------------------------------------------------- | ------------------------------------------------------------------------------------ | ----------------------------------------------------------- |
| Mannschaftsmehrkampf | Ryōhei Katō, Kenzō Shirai, Yūsuke Tanaka, Kōhei Uchimura Kōji Yamamuro | Denis Abljasin, Dawid Beljawski, Iwan Stretowitsch, Mykola Kuksenkow, Nikita Nagorny | Deng Shudi, Liu Yang, Lin Chaopan, You Hao, Zhang Chenglong |
| Einzelmehrkampf      | Kōhei Uchimura                                                         | Oleh Wernjajew                                                                       | Max Whitlock                                                |
| Barren               | Oleh Wernjajew                                                         | Danell Leyva                                                                         | Dawid Beljawski                                             |
| Bodenturnen          | Max Whitlock                                                           | Diego Hypólito                                                                       | Arthur Mariano                                              |
| Seitpferd            | Max Whitlock                                                           | Louis Smith                                                                          | Alexander Naddour                                           |
| Reck                 | Fabian Hambüchen                                                       | Danell Leyva                                                                         | Nile Wilson                                                 |
| Ringe                | Eleftherios Petrounias                                                 | Arthur Zanetti                                                                       | Denis Abljasin                                              |
| Pferdsprung          | Ri Se-gwang                                                            | Denis Abljasin                                                                       | Kenzō Shirai                                                |

| Konkurrenz           | Gold                                                                                 | Silber                                                                                  | Bronze                                                  |
| -------------------- | ------------------------------------------------------------------------------------ | --------------------------------------------------------------------------------------- | ------------------------------------------------------- |
| Mannschaftsmehrkampf | Simone Biles, Gabrielle Douglas, Lauren Hernandez, Madison Kocian, Alexandra Raisman | Angelina Melnikowa, Alija Mustafina, Marija Passeka, Darja Spiridonowa, Seda Tutchaljan | Fan Yilin, Yi Mao, Shang Chunsong, Tan Jiaxin, Wang Yan |
| Einzelmehrkampf      | Simone Biles                                                                         | Alexandra Raisman                                                                       | Alija Mustafina                                         |
| Bodenturnen          | Simone Biles                                                                         | Alexandra Raisman                                                                       | Amy Tinkler                                             |
| Pferdsprung          | Simone Biles                                                                         | Marija Passeka                                                                          | Giulia Steingruber                                      |
| Schwebebalken        | Sanne Wevers                                                                         | Laurie Hernandez                                                                        | Simone Biles                                            |
| Stufenbarren         | Alija Mustafina                                                                      | Madison Kocian                                                                          | Sophie Scheder                                          |

## Männer

### Einzelmehrkampf
| Platz | Land | Sportler        | Punkte |
| ----- | ---- | --------------- | ------ |
| 1     | JPN  | Kōhei Uchimura  | 92,365 |
| 2     | UKR  | Oleh Wernjajew  | 92,266 |
| 3     | GBR  | Max Whitlock    | 90,641 |
| 4     | RUS  | Dawid Beljawski | 90,498 |
| 5     | CHN  | Lin Chaopan     | 90,230 |
| 6     | CHN  | Deng Shudi      | 90,130 |
| 7     | USA  | Samuel Mikulak  | 89,631 |
| 8     | GBR  | Nile Wilson     | 89,565 |

Finale: 10. August 2016, 16:00 Uhr

### Mannschaftsmehrkampf

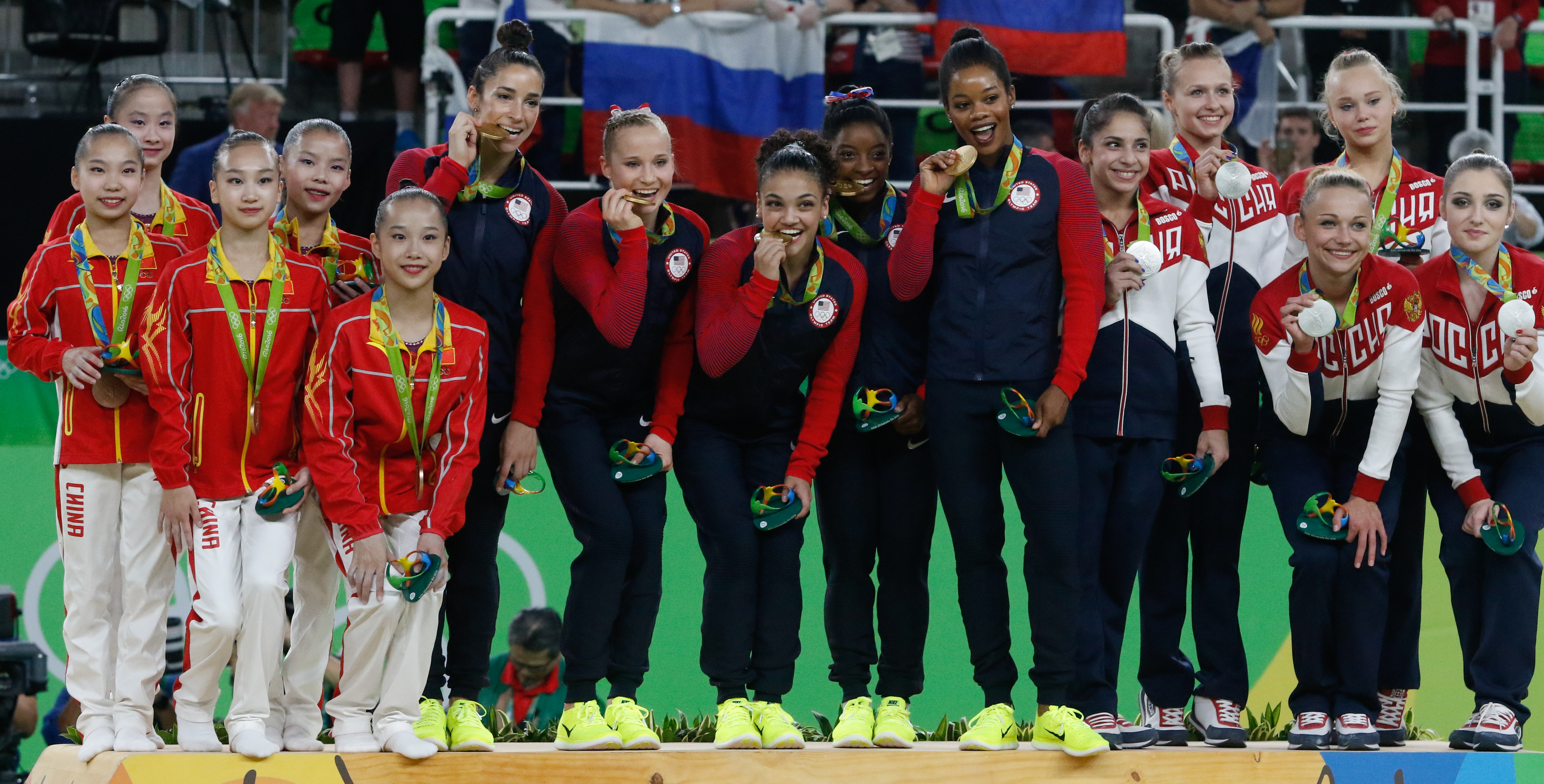
Die Vereinigten Staaten gewinnen Gold, Russland Silber und China Bronze.

| Platz | Land | Sportler                                                                                    | Punkte  |
| ----- | ---- | ------------------------------------------------------------------------------------------- | ------- |
| 1     | JPN  | Ryōhei Katō Kenzō Shirai Yūsuke Tanaka Kōhei Uchimura Kōji Yamamuro                         | 274,094 |
| 2     | RUS  | Denis Abljasin Dawid Beljawski Iwan Stretowitsch Mykola Kuksenkow Nikita Nagorny            | 271,453 |
| 3     | CHN  | Deng Shudi Liu Yang Lin Chaopan You Hao Zhang Chenglong                                     | 271,122 |
| 4     | GBR  | Brinn Bevan Louis Smith Kristian Thomas Max Whitlock Nile Wilson                            | 269,752 |
| 5     | USA  | Christopher Brooks Jacob Dalton Danell Leyva Samuel Mikulak Alexander Naddour               | 268,560 |
| 6     | BRA  | Francisco Barretto Júnior Diego Hypólito Arthur Mariano Sergio Sasaki Junior Arthur Zanetti | 263,728 |
| 7     | GER  | Andreas Bretschneider Lukas Dauser Fabian Hambüchen Marcel Nguyen Andreas Toba              | 261,275 |
| 8     | UKR  | Wladyslaw Hryko Ihor Radiwilow Maksym Semjankiw Andrij Sjenitschkin Oleh Wernjajew          | 202,078 |

Finale: 8. August 2016, 16:00 Uhr

### Barren
| Platz | Land | Sportler         | Punkte |
| ----- | ---- | ---------------- | ------ |
| 1     | UKR  | Oleh Wernjajew   | 16,041 |
| 2     | USA  | Danell Leyva     | 15,900 |
| 3     | RUS  | Dawid Beljawski  | 15,783 |
| 4     | CHN  | Deng Shudi       | 15,766 |
| 5     | CUB  | Manrique Larduet | 15,625 |
| 6     | ROU  | Andrei Muntean   | 15,600 |
| 7     | JPN  | Ryōhei Katō      | 15,233 |
| 8     | CHN  | You Hao          | 14,833 |

Finale: 16. August 2016, 14:00 Uhr

### Bodenturnen
| Platz | Land | Sportler        | Punkte |
| ----- | ---- | --------------- | ------ |
| 1     | GBR  | Max Whitlock    | 15,633 |
| 2     | BRA  | Diego Hypólito  | 15,533 |
| 3     | BRA  | Arthur Mariano  | 15,433 |
| 4     | JPN  | Kenzō Shirai    | 15,366 |
| 5     | JPN  | Kōhei Uchimura  | 15,241 |
| 6     | USA  | Jacob Dalton    | 15,133 |
| 7     | GBR  | Kristian Thomas | 15,058 |
| 8     | USA  | Samuel Mikulak  | 14,333 |

Finale: 14. August 2016, 14:00 Uhr

### Pauschenpferd
| Platz | Land | Sportler           | Punkte |
| ----- | ---- | ------------------ | ------ |
| 1     | GBR  | Max Whitlock       | 15,966 |
| 2     | GBR  | Louis Smith        | 15,833 |
| 3     | USA  | Alexander Naddour  | 15,700 |
| 4     | FRA  | Cyril Tommasone    | 15,600 |
| 5     | RUS  | Dawid Beljawski    | 15,400 |
| 6     | RUS  | Mykola Kuksenkow   | 15,233 |
| 7     | ARM  | Harutjun Merdinjan | 14,933 |
| 8     | UKR  | Oleh Wernjajew     | 12,400 |

Finale: 14. August 2016, 15:34 Uhr

### Reck
| Platz | Land | Sportler                  | Punkte |
| ----- | ---- | ------------------------- | ------ |
| 1     | GER  | Fabian Hambüchen          | 15,766 |
| 2     | USA  | Danell Leyva              | 15,500 |
| 3     | GBR  | Nile Wilson               | 15,466 |
| 4     | USA  | Samuel Mikulak            | 15,400 |
| 5     | CUB  | Manrique Larduet          | 15,033 |
| 6     | BRA  | Francisco Barretto Júnior | 15,208 |
| 7     | NED  | Epke Zonderland           | 14,033 |
| 8     | UKR  | Oleh Wernjajew            | 13,366 |

Finale: 16. August 2016, 15:34 Uhr

### Ringe

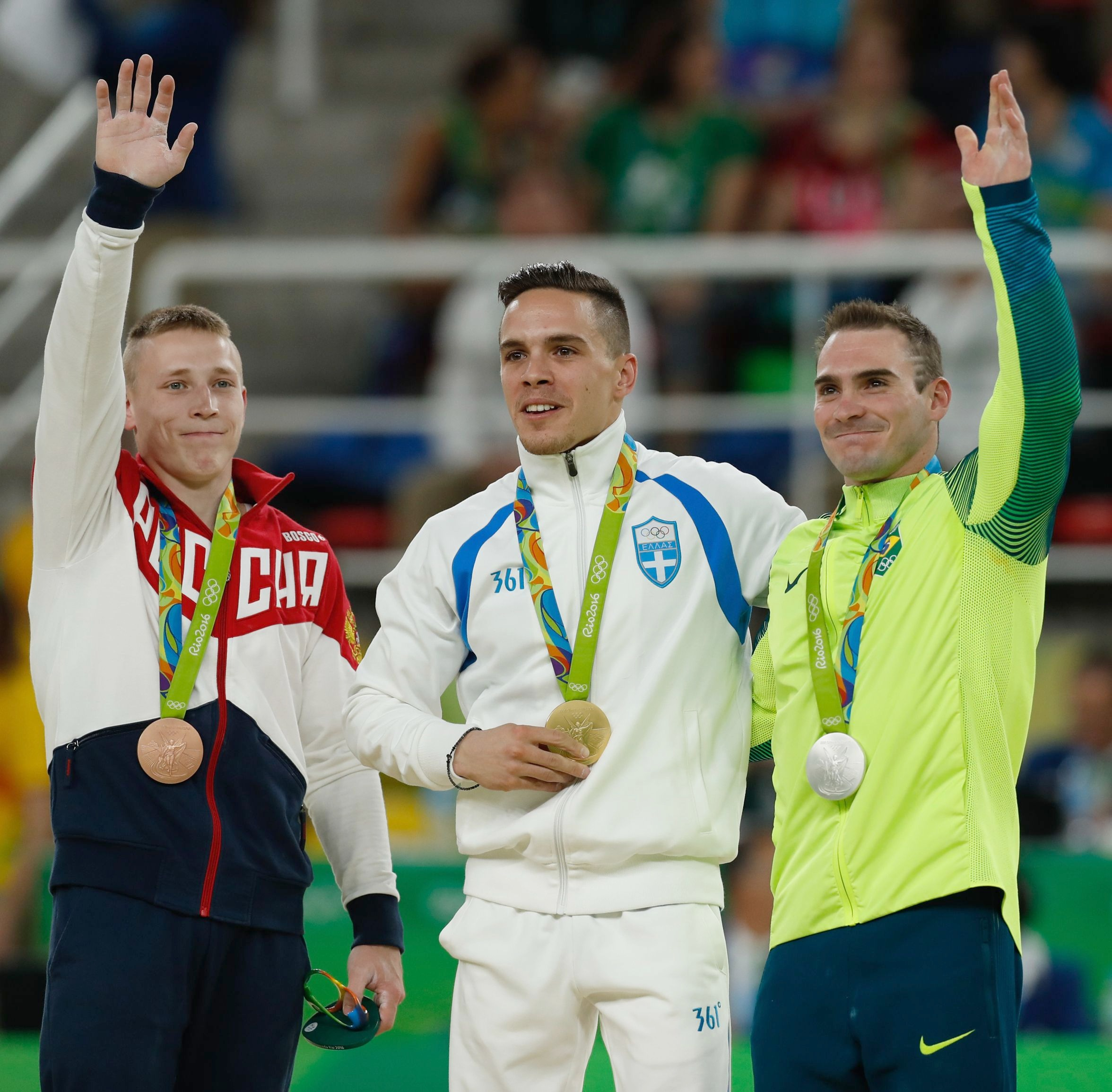
Die Medaillengewinner bei der Siegerehrung.

| Platz | Land | Sportler               | Punkte |
| ----- | ---- | ---------------------- | ------ |
| 1     | GRE  | Eleftherios Petrounias | 16,000 |
| 2     | BRA  | Arthur Zanetti         | 15,766 |
| 3     | RUS  | Denis Abljasin         | 15,700 |
| 4     | CHN  | Liu Yang               | 15,600 |
| 5     | UKR  | Ihor Radiwilow         | 15,466 |
| 6     | CHN  | You Hao                | 15,400 |
| 7     | FRA  | Danny Rodrigues        | 15,233 |
| 8     | BEL  | Dennis Goossens        | 14,933 |

Finale: 15. August 2016, 14:00 Uhr

### Pferdsprung
| Platz | Land | Sportler          | Punkte |
| ----- | ---- | ----------------- | ------ |
| 1     | PRK  | Ri Se-gwang       | 15,691 |
| 2     | RUS  | Denis Abljasin    | 15,516 |
| 3     | JPN  | Kenzō Shirai      | 15,449 |
| 4     | ROU  | Marian Drăgulescu | 15,449 |
| 5     | RUS  | Nikita Nagorny    | 15,316 |
| 6     | UKR  | Oleh Wernjajew    | 15,316 |
| 7     | CHI  | Tomás Gonzalez    | 15,137 |
| 8     | UKR  | Ihor Radiwilow    | 15,033 |

Finale: 15. August 2016, 14:54 Uhr

## Damen

### Einzelmehrkampf
| Platz | Land | Sportlerin        | Punkte |
| ----- | ---- | ----------------- | ------ |
| 1     | USA  | Simone Biles      | 62,198 |
| 2     | USA  | Alexandra Raisman | 60,098 |
| 3     | RUS  | Alija Mustafina   | 58,665 |
| 4     | CHN  | Shang Chunsong    | 58,549 |
| 5     | CAN  | Elsabeth Black    | 58,298 |
| 6     | CHN  | Wang Yan          | 58,032 |
| 7     | VEN  | Jessica López     | 57,966 |
| 8     | JPN  | Asuka Teramoto    | 57,965 |

Finale: 11. August 2016, 16:00 Uhr

### Mannschaftsmehrkampf
| Platz | Land | Sportlerinnen                                                                       | Punkte  |
| ----- | ---- | ----------------------------------------------------------------------------------- | ------- |
| 1     | USA  | Simone Biles Gabrielle Douglas Lauren Hernandez Madison Kocian Alexandra Raisman    | 184,897 |
| 2     | RUS  | Angelina Melnikowa Alija Mustafina Marija Passeka Darja Spiridonowa Seda Tutchaljan | 176,688 |
| 3     | CHN  | Fan Yilin Yi Mao Shang Chunsong Tan Jiaxin Wang Yan                                 | 176,003 |
| 4     | JPN  | Sae Miyakawa Mai Murakami Aiko Sugihara Asuka Teramoto Yuki Uchiyama                | 174,371 |
| 5     | GBR  | Becky Downie Ellie Downie Claudia Fragapane Ruby Harrold Amy Tinkler                | 174,362 |
| 6     | GER  | Tabea Alt Kim Bui Pauline Schäfer Sophie Scheder Elisabeth Seitz                    | 173,672 |
| 7     | NED  | Eythora Thorsdottir Céline van Gerner Vera van Pol Sanne Wevers Lieke Wevers        | 172,447 |
| 8     | BRA  | Rebeca Andrade Jade Barbosa Daniele Hypólito Lorrane Oliveira Flávia Saraiva        | 172,087 |

Finale: 9. August 2016, 16:00 Uhr

### Bodenturnen
| Platz | Land | Sportlerin         | Punkte |
| ----- | ---- | ------------------ | ------ |
| 1     | USA  | Simone Biles       | 15,966 |
| 2     | USA  | Alexandra Raisman  | 15.500 |
| 3     | GBR  | Amy Tinkler        | 14,933 |
| 4     | ITA  | Vanessa Ferrari    | 14,766 |
| 5     | CHN  | Wang Yan           | 14,666 |
| 6     | ITA  | Erika Fasana       | 14,533 |
| 7     | JPN  | Mai Murakami       | 14,533 |
| 8     | SUI  | Giulia Steingruber | 11,800 |

Finale: 16. August 2016, 14:47 Uhr

### Stufenbarren
| Platz | Land | Sportlerin        | Punkte |
| ----- | ---- | ----------------- | ------ |
| 1     | RUS  | Alija Mustafina   | 15,900 |
| 2     | USA  | Madison Kocian    | 15,833 |
| 3     | GER  | Sophie Scheder    | 15,566 |
| 4     | GER  | Elisabeth Seitz   | 15,533 |
| 5     | CHN  | Shang Chunsong    | 15,433 |
| 6     | VEN  | Jessica López     | 15,333 |
| 7     | USA  | Gabrielle Douglas | 15,066 |
| 8     | RUS  | Darja Spiridonowa | 13,966 |

Finale: 14. August 2016, 16:32 Uhr

### Pferdsprung
| Platz | Land | Sportlerin         | Punkte |
| ----- | ---- | ------------------ | ------ |
| 1     | USA  | Simone Biles       | 15,966 |
| 2     | RUS  | Marija Passeka     | 15,253 |
| 3     | SUI  | Giulia Steingruber | 15,216 |
| 4     | IND  | Dipa Karmakar      | 15,066 |
| 5     | CHN  | Wang Yan           | 14,999 |
| 6     | PRK  | Hong Un-jong       | 14,900 |
| 7     | UZB  | Oksana Chusovitina | 14,833 |
| 8     | CAN  | Shallon Olsen      | 14,816 |

Finale: 14. August 2016, 14:47 Uhr

### Schwebebalken
| Platz | Land | Sportlerin       | Punkte |
| ----- | ---- | ---------------- | ------ |
| 1     | NED  | Sanne Wevers     | 15,466 |
| 2     | USA  | Laurie Hernandez | 15,333 |
| 3     | USA  | Simone Biles     | 14,733 |
| 4     | FRA  | Marine Boyer     | 14,600 |
| 5     | BRA  | Flávia Saraiva   | 14,533 |
| 6     | CHN  | Fan Yilin        | 14,500 |
| 7     | ROU  | Cătălina Ponor   | 14,000 |
| 8     | CAN  | Isabela Onyshko  | 13,400 |

Finale: 15. August 2016, 15:46 Uhr